# NGC 5717
NGC 5717 is een spiraalvormig sterrenstelsel in het sterrenbeeld Ossenhoeder. Het hemelobject werd op 26 april 1830 ontdekt door de Britse astronoom John Herschel.

## Synoniemen
- MCG 8-27-12
- ZWG 248.15
- NPM1G +46.0300
- PGC 52332